# Касто (футболіст)
Касто Еспіноса Барріга (ісп. Casto Espinosa Barriga; нар. 18 червня 1982, Пуеблонуево-дель-Гуадіана) — іспанський футболіст, воротар клубу «Естремадура».

## Життєпис
Чотири роки Касто провів у футбольному клубі «Мерида», зігравши сім матчів у третьому дивізіоні. 2003 року він переїхав до «Логроньєса», де провів лише один сезон, а потім перейшов до «Альбасете Баломпія». У сезоні 2005/06 він зіграв за цю команду лише в одному матчі.
«Реал Бетіс» придбав Касто влітку 2006 року. Гравець спочатку був третім на своїй позиції, після Педро Контрераса і Тоні Добласа. Після того, як захворів Рікарду, звільнивши шлях Касто, воротар дебютував у Ла-Лізі 16 грудня 2007 року в матчі проти «Альмерії».
В березні/квітні 2008 року Касто зрештою наздогнав за популярністю та кількістю виступів Рікарду. Він відзначився, коли команда вперше за два роки здобула три перемоги поспіль, над такими футбольними гігантами як «Осасуна», «Барселона» і «Реал Сарагоса».
У сезоні 2008/09 Касто виграв боротьбу за перше місце у Рікарду, ставши беззаперечним гравцем стартового складу.